# Семеновская (Никольское сельское поселение)
Семеновская — деревня в Кадуйском районе Вологодской области.
Входит в состав Никольского сельского поселения, с точки зрения административно-территориального деления — в Никольский сельсовет.
Расположена на правом берегу реки Шулма. Расстояние по автодороге до районного центра Кадуя — 30 км, до центра муниципального образования села Никольское — 6 км. Ближайшие населённые пункты — Бузыкино, Занино, Ивановское, Калинино, Калинниково, Лыковская, Мелентьево, Мелехино, Постниково, Тарасовская, Терпеново, Чертова, Шутовская.
По переписи 2002 года население — 15 человек.